# Lijst van golfbanen in Australië

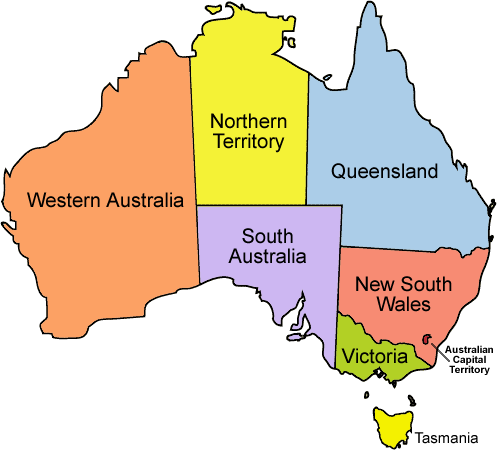
Kaart met staten van Australië

Deze lijst van golfbanen in Australië geeft een overzicht van golfbanen die gevestigd zijn in Australië en onderverdeeld zijn in hun staten. De Australische golfbond, de "Golf Australia", erkent tot op heden meer dan 200 golfbanen.
Deze (incomplete) lijst bevat alleen golfbanen die gebruikt werden voor grote golftoernooien, dat georganiseerd werd door verscheidene golftours, vooral de Australaziatische PGA Tour en de ALPG Tour. Het meest bekende golftoernooien zijn de Australian Open voor de heren en de dames.

## Australisch Hoofdstedelijk Territorium
- Royal Canberra Golf Club, Canberra

## New South Wales
- Concord Golf Club, Concord
- Horizons Golf Resort, Salamander Bay
- Manly Golf Club, Balgowlah
- New South Wales Golf Club, La Perouse
- Oatlands Golf Club, Sydney
- Terrey Hills Golf Club, Terrey Hills
- The Australian Golf Club, Rosebery
- The Lakes Golf Club, Sydney
- The Royal Sydney Golf Club, Rose Bay

## Noordelijk Territorium
Geen

## Queensland
- Gailes Golf Club, Wacol
- Palm Meadows Golf Course, Carrara
- Royal Pines Resort, Benowa
- Royal Queensland Golf Club, Eagle Fartm
- The Grand Golf Club, Gilston

## Tasmanië
- Royal Hobart Golf Club, Seven Mile Beach

## Victoria
- Commonwealth Golf Club, Melbourne
- Huntingdale Golf Club, Melbourne
- Kingston Heath Golf Club, Heatherton
- Metropolitan Golf Club, Melbourne
- Moonah Links Golf Club, Fingal
- Royal Melbourne Golf Club, Black Rock
- Victoria Golf Club, Cheltenham
- Yarra Yarra Golf Club, Melbourne

## West-Australië
- Lake Karrinyup Country Club, Karrinyup
- Nedlands Golf Club, Nedlands
- Port Hedland Golf Club, Port Hedland
- Royal Perth Golf Club, Perth

## Zuid-Australië
- Kooyonga Golf Club, Lockleys
- Royal Adelaide Golf Club, Findon